# Орден Трудового Красного Знамени БССР
Орден Трудового Красного Знамени БССР (бел. Ордэн Працоўнага Чырвонага Сцяга БССР) — государственная награда, учреждёна постановлением Президиума Центрального Исполнительного Комитета и Совета Народных Комиссаров БССР от 1 сентября 1924 года. За 9 лет, с 1924 по 1933 годы, орденом были награждены около 30 трудовых и воинских коллективов, около 140 человек.
Проект ордена, разработанный художником Геннадием Евгеньевичем Змудзинским, был принят на заседании ЦИК БССР летом 1924 года. По замыслу художника в ордене отражены наиболее значимые в республике сферы труда: фабричный, заводской, сельскохозяйственный и работников леса. Спецзаказ из 300 орденов был изготовлен в Москве.

## Период награждения орденом
С 1924 по 1933 годы.

## Порядок вручения
В соответствии с постановлением Президиума ЦИК и СовНарКома БССР от 1 сентября 1924 года, орденом награждали граждан республики, проявивших особую самоотверженность, инициативу и трудолюбие в решении хозяйственных задач. Позднее, в статуте ордена, утверждённом 15 июня 1932 года, оговаривалось награждение «в ознаменование исключительных заслуг в деле социалистического строительства», а также «за выдающееся проведение специальных, особой государственной важности заданий в области обороны страны». Предприятиям, учреждениям и организациям орден присуждался «за особые заслуги, совершаемые в области труда». Награждённому вместе с орденом вручалась грамота, с 1932 года - орденская книжка.
Награждение производилось постановлением ЦИК БССР или его Президиума по представлению центральных учреждений и ведомств республики, а также Центрального Совета профессиональных союзов. Вместе с орденом вручалась особая грамота, разработанная автором ордена. Надпись по центру на белорусском языке отражала заслуги награждённого. Грамота подписывалась Председателем и Секретарём ЦИК БССР.

## Вид ордена
Орден имел вид треугольного щита, покрытого красной эмалью, на котором справа колосья, слева красное знамя, в центре зубчатое колесо, и на нём звезда с надписью СССР, серп и топор. Вверху надписи: «Пралетарыi усіх краеу, злучайцеся!», «БССР», внизу — «Беларуская Сацыялістычная Савецкая Рэспубліка».

## Порядок ношения
Орден крепился на левой стороне груди. Ношение обязательно на заседаниях съездов Советов, на сессиях ЦИК БССР, на парадах и торжественных заседаниях, в дни революционных праздников.

## Привилегии кавалеров
- Ежегодная премия в размере 200 рублей.
- Льготы при вступлении в колхозы.
- Право бесплатного проезда в трамваях во всех городах республики.
- Скидка на оплату жилья от 10 до 50 %.
- Сокращение на одну треть стажа работы или службы для получения пенсии.

## Обязанности кавалеров
- Быть в первых рядах социалистического строительства.
- Принимать активное участие в социалистическом соревновании, в ударных цехах, бригадах, отрядах и т. д.

## Кавалеры ордена
- мелиоративное товарищество села Васильки, Белыничский район Могилёвской области
- мелиоративное товарищество села Астрени, Чаусский район Могилёвской области
- завод «Энергия», город Минск
- завод «Большевик», город Минск
- завод «Красный металлист», город Витебск
- завод «Красный Октябрь», город Мозырь, 1929 год
- фабрика «Герой труда», город Добруш
- совхоз имени Калинина Самохваловичского района
- сельхозкоммуна «Красное знамя», Городокский район (Витебская область)
- сельхозкоммуна Минской болотной станции
- 2-й железнодорожный полк, 18 сентября 1926 года
- 5-й железнодорожный полк, 18 сентября 1926 года
- 7-й железнодорожный полк, 18 сентября 1926 года
- 10-й железнодорожный полк, 18 сентября 1926 года
- 11-й железнодорожный полк, 18 сентября 1926 года
- Объединённая белорусская военная школа, 9 февраля 1931 года
- 7-й конно-артиллерийский полк, 5 ноября 1932 года
- 8-я Минская стрелковая дивизия, 5 ноября 1932 года
- 8-я авиабригада, 5 ноября 1932 года
- войска погранохраны ГПУ БССР, 1932 год
- Балашов И. С. — войсковой комиссар, 15 июля 1931 года
- Алексеев П. П. — помощник начальника штаба 6-го стрелкового полка, 15 июля 1931 года
- Белов З. Б. — командир батальона 5-го стрелкового полка, 15 июля 1931 года
- Ваупшасов Станислав Алексеевич (27 июля 1899, Грузджяй, Шауляйский уезд, Литва — 19 ноября 1976, Москва) литовец — сотрудник органов ГПУ Белоруссии, награждён 5 ноября 1932 года. полковник ГБ (08 1949), Герой Советского союза (5 11 1944)
- Гродис Иван Игнатьевич (20 декабря 1897 м, Солоки, Новоалександровского уезда, Ковенской губ — 7 сентября 1938 г, Москва), литовец, член ВКП (б) с декабря 1918 г, — зам, председателя ЧК-ГПУ Белорусской ССР, награждён 1927 г,
- Кокотько Николай Афанасьевич — начальник заставы 17 пограничного отряда войск ОГПУ по БВО, награждён 10.12.1930 г.
- Кроль Ефим Моисеевич — начальник уголовного розыска Рабоче-крестьянской милиции БССР, 12 ноября 1925 года.
- Ломоносов Василий Георгиевич — начальник Особого отдела ОГПУ 4-го стрелкового корпуса и начальник Витебского оперативного сектора ГПУ БССР, 11 июля 1932 года
- Опанский Йосиф Казимирович (1897 д. Столяришки, Вилкомирского уезда, Литва — 7 июня 1927) литовец — зам. полномочного представителя ОГПУ по Белорусскому военному округу, награждён 8 01 1926 г. Погиб на дрезине между полустанком Ждановичи и станцией Минск.
- Пирог Константин Семёнович — инженер, мостостроитель 31 военно-дорожного отряда, награждён 07.08.1925 г.
- Путна Витовт Казимирович (1893—1937) литовец — организатор и военком Витебского военного отдела, награждён 15.12.1932 г.
- Радецкий — Микулич Витольд Титович (1895 г, Вилкомир, Литва — 1937 Москва), поляк, Член ВКП (б), начальник отдела подготовки кадров ГУПО НКВД СССР, полковой комиссар,
- Ройяльви Жан (Рымкевич Иван Адамович род.1889 в Ковно (Российская империя), литовец, член ВКП(б) с декабря 1918 г., С июня 1919 по сентябрь 1920 — военный комиссар бригады РККА районах Двинск и Псков, С 1920 по май 1921 — уполномоч, Реввоенсовета Западного фронта г, Могилев и Минск, С 1921 по 1924 — комиссар пограничного отряда ОГПУ, 1924—1926 г, — начальник областного отдела ОГПУ Бобруйск, 1926—1930 г, — начальник ОГПУ ВЧК Витебской губернии Белорусской ССР, Награждён 16 12 1928 г. Жил и умер 1958 г, в Москве, (просьба уточнить когда точно умер)
- Сиекс Альберт Яковлевич — зам. начальника ОО УГБ УКВД Белорусской ССР, награждён в 1932 г.
- Эстрин Арон Нотович — бригадир сквозной бригады на заводе «Пралетары» г. Гомель. Награждён 23 сентября 1931 года, орден № 59.